# Elhasonulás
A fonetikában az elhasonulás, idegen szóval disszimiláció, olyan hangváltozás, amely során két ugyanabban a szóban létező azonos beszédhang között különbség keletkezik, vagy két hasonló beszédhang között a különbség fokozódik. A két érintett hang lehet szomszédos vagy nem szomszédos. Ellenkezője a hasonulás (asszimiláció).

## Az elhasonulás fajtái
Az elhasonulásokat többféle szempontból lehet osztályozni.
Lehet szó diakronikus (nyelvtörténeti) folyamatról. Elhasonulás magyarázza például azt, hogy a latin peregrinus ’zarándok’-ból az olasz nyelvben pellegrinus, az angolban pedig pilgrim lett. Az első [r] elhasonult a másodiktól. Azonos jelenség a latin arbor ’(élő) fa’ fejlődése az olaszban albero-vá, és a spanyolban arbol-lá, azzal a különbséggel, hogy a spanyolban a második [r] hasonult el az elsőtől. Nem azonos, de hasonló hangzású beszédhangok elhasonulására példa a latin monumentum ’emlékmű’ fejlődése a román nyelvben előbb monmânt-tá, majd mormânt-tá ’sír’ (temetkezési) (az [n] elhasonult a következő [m]-től).
A diakronikussal ellentétes, azaz szinkronikus jelenség például a nyelvtörők kimondásakor keletkező elhasonulás, a többször előforduló egyazon hang vagy hangcsoport kiejtésének nehézsége miatt. Szinkronikus jellegű elhasonulás előfordulhat a beszélő hiányos nyelvi ismeretei miatt is, például amikor románul coridor ’folyosó’ helyett colidor-t mondanak.
Más szempontból van mássalhangzó-elhasonulás (a fenti példák) és magánhangzó-elhasonulás. Példa az utóbbira a latin natare ’úszni’ > *notare > román a înota, olasz nuotare. Ugyancsak magánhangzó-elhasonulás létezik morfofonológiai téren a közép-délszláv diarendszerhez tartozó nyelvekben. Hímnem egyes szám eszközhatározói esetben a ragnak két változata van, -om és -em, az első olyan szavakban, melyekben az előző magánhangzó [e] (crtežom ’rajzzal’, Vranešom ’Vraneš-sal’), a második olyanokban, melyekben az előző magánhangzó [o]: nožem ’késsel’, Milošem ’Miloš-sal’.
Az iránya szempontjából az elhasonulás lehet hátraható (regresszív), pl. peregrinus > pellegrino, vagy előreható (progresszív): arbor > arbol.
Van teljes elhasonulás is, amikor egy eredetileg megismétlődő hang kiesik. Mássalhangzó esetében példa erre a latin fratrem ’fivér’ román frate-vá fejlődése. Az au kettőshangzó a vulgáris latinban történt redukálása a-ra is elhasonulás eredménye volt: klasszikus latin augustus > vulgáris latin *agustus > francia août ’augusztus’. Ilyen jelenség megismétlődő vagy a szomszédossal hasonló szótag kiesése is: sztenderd román mămăligă ’puliszka’ > nyelvjárásban măligă, sztenderd román mamă-sa ’az anyja’ > a fesztelen nyelvi regiszterben mă-sa.

## Kapcsolódó szócikk
- Hasonulás